# Katholische Schule Sankt Paulus (Berlin)
Die Katholische Schule Sankt Paulus (kurz: St. Paulus) ist eine staatlich anerkannte private Grundschule im Berliner Ortsteil Moabit (Bezirk Mitte). Seit der Gründung am 10. April 1964 ist das Bistum Berlin der Schulträger der St. Paulus-Schule.
Die Grundschule befindet sich auf dem Terrain eines 1869 im Moabiter Klostersturm bedeutsamen Waisenhauses, das die Schule sich seit 1965 über Jahre mit dem Katholischen Kindergärtnerinnenseminar geteilt hat. Das Kollegium entwickelte ein für die Bedingungen des Ortsteils variables Konzept der offenen Ganztagsschule.

## Konzept
Das Kollegium der St. Paulus-Schule sieht es als seine Aufgabe an, in allen Bereichen des Schulalltags ein Umfeld zu schaffen, in dem „der Geist der Freiheit und der Liebe des Evangeliums lebendig ist.“ Neben der Hilfe zur Persönlichkeitsentfaltung steht die Absicht, die Schüler zu unterstützen „in der Verantwortung vor Gott das Leben und das Miteinander fröhlich und bewusst zu gestalten“.
Der Unterricht orientiert sich an den Rahmenlehrplänen für die Grundschulen in Berlin. Der Katholische Religionsunterricht ist ordentliches Lehrfach. Als Fremdsprache wird ab der dritten Klasse Englisch unterrichtet. Das Fach Latein können die Schüler für einen der Pflicht-Kurse in der 6. Klasse auswählen. Seit mehreren Jahren werden in zunehmendem Umfang im Unterricht „die Kernelemente des Marchtaler Planes berücksichtigt: Morgenkreis, Vernetzter Unterricht und Freiarbeit. Die Unterrichtsfächer Deutsch, Mathematik und Englisch erfahren in den Klassenstufen fünf und sechs eine äußere Differenzierung in kleineren und leistungshomogenen Gruppen.“
Die Inhalte des Unterrichts werden durch die Möglichkeit zur Teilnahme an Arbeitsgemeinschaften erweitert. Hierzu zählen zum Beispiel: Chor, Instrumentalmusik, Fußball, Handball (für Mädchen und Jungen), Schach, Schülerzeitung, Töpfern, Tanz, Theater. Hausaufgabenbetreuung geschieht am frühen Nachmittag im ergänzenden Freizeitbereich. Die in den Schulalltag eingefügte Rhythmisierung als Wechsel von Fachunterricht und Betreuung zur Entspannung oder zum sozialen Lernen ist ein wesentliches Merkmal der seit 2005 neu konzipierten offenen Ganztagsschule von St. Paulus. Die Ausbildung von Schülerinnen und Schülern zu Konfliktlotsen bewirkt eine friedliche Lösung von Streitigkeiten. Die Beratungslehrer stehen den Kindern für vermittelnde Gespräche zur Verfügung.

### Profil-Schwerpunkt Literatur
Im Jahr 2001 hat sich die St. Paulus-Schule das Engagement für Literatur und Leseförderung als Profil-Schwerpunkt gegeben. Um die Kinder für die Welt der Literatur zu begeistern, finden „Schmökerstunden“ statt, in denen die Schüler mitgebrachte Kinderbücher lesen, aber auch Kinder- und Sachbücher in der von Klaus Kordon eingeweihten Schülerbibliothek oder den in allen Etagen stehenden Regalen der Ausstellung „Berlin – det verwächst sich“ ausleihen können. Zur Unterstützung dieses Schwerpunktes finden drei Veranstaltungsreihen statt:
- In eigenen Lesungen tragen die Autoren von Kinderbüchern den Schülern Auszüge aus ihren Werken vor.
- „In 80 Geschichten um die Welt“ wird den Schülern die Gelegenheit gegeben, die in Berlin akkreditierten Botschafter in deren Vertretungen zu besuchen. Dort wird aus einem für das Land typischen Kinderbuch vorgelesen und die Botschaft gezeigt.
- „Prominente lesen für Kinder“ heißt eine Reihe von Lesungen, in denen Persönlichkeiten aus Politik und Kultur in die Schule kommen.[8][10] Die Prominenten lesen aus ihren selbst ausgewählten Kinderbüchern und stehen den Schülern anschließend Rede und Antwort. Auswahl: Juliane Hielscher (ZDF), Renate Schmidt (SPD), Cherno Jobatey (ZDF), Norbert Blüm (CDU), Reinhard Bütikofer (Bündnis 90/Die Grünen); zwei Bürgermeister des Bezirks Mitte von Berlin, Alt-Bundespräsident Richard von Weizsäcker.

## Schule in Zahlen
- Schülerinnen und Schüler: 366, davon 62 % mit Migrationshintergrund[1]
- Lehrerinnen: 19, Lehrer: 5
- Erzieherinnen: 8, Erzieher: 2
- Sozialarbeiter: 1[11]
- Technisches Personal (Sekretärin, Sachbearbeiterin, Küchenpersonal, Hausmeister): 5[12]

## Geschichte

### Pädagogisches Engagement in Moabit
Über die organisierte pädagogische Arbeit der katholischen Kirche in Berlin-Moabit sind bereits aus der zweiten Hälfte des 19. Jahrhunderts Informationen bekannt. Regionale Grenzen überschreitend war vom Moabiter Klostersturm die Rede. Es handelte sich dabei um den Angriff einer etwa 3000 Personen umfassenden Gruppe von Berlinern auf eine kurz zuvor eingeweihte katholische Kapelle im Berliner Arbeiterviertel Moabit im August 1869. Vorangegangen war die vom Dominikaner-Orden initiierte Gründung eines Waisenhauses durch Franziskaner, denen sich kurz darauf zwei Dominikaner anschlossen. Im Karree der heutigen Grundschule St. Paulus lag damals das Waisenhaus mit Kapelle des Dominikaner-Ordens.
Die Impulse für die Gründung einer katholischen Grundschule gingen Jahrzehnte später von den Eltern der St. Paulus-Gemeinde und dem Dominikaner-Kloster St. Paulus in Moabit aus. Kurz nach 1945 war einer der Patres der St. Paulus-Pfarrei energisch für die Gründung dieser katholischen Schule in Moabit eingetreten. In Erwartung des Schulunterrichts wurde 1948 begonnen, Räume des Gemeindehauses zu Schulräumen umzubauen. Das später zur Schulorganisation gehörende Waisenhaus beherbergte in dem Zeitraum bis 1961 fast nur noch jugendliche DDR-Flüchtlinge.
Die Schulgründung wurde aufgrund der ausdrücklichen Initiative von Alfred Bengsch, Erzbischof von Berlin, mit dem Engagement von Domkapitular Greve und der Unterstützung des damaligen Gemeindepfarrers von St. Paulus, P. Burkard Runne, dessen Anliegen die Zusammenarbeit von Gemeinde, Schule und Elternhaus war, vorbereitet. Letztendlich entstand die Chance zur räumlichen Unterbringung des Schulbetriebes durch die Auflösung des von den Aachener Franziskanern seit 1869 geleiteten St. Martin-Heimes unmittelbar neben dem Grundstück der Pfarrkirche und die Renovierung des bisherigen Waisenhauses auf dem Gelände im Jahr 1962. In diesem Gebäude sollten die ersten Schüler den Unterricht erleben, bis ein Schulhaus neu erbaut werden konnte.

### Gründung der Schule
Zu Beginn des Schuljahres 1964/1965 fand im April die erste Einschulung statt. Das Erzbischöfliche Ordinariat übernahm die Trägerschaft der Katholischen Schule St. Paulus. Der Orden der Armen Schulschwestern von Unserer Lieben Frau stellte für die Lernanfänger die erste Lehrkraft zur Verfügung. Bis Dezember 1964 befanden sich die Erstklässler allein in diesem Gebäude. Nach der Renovierung zogen im Januar 1965 zusätzlich die Schülerinnen des damaligen Katholischen Kindergärtnerinnenseminars Edith Stein ein, das von Schwester M. Agnes Pietsch, Arme Schulschwester von Unserer Lieben Frau, geleitet wurde. Dies wurde notwendig, weil der Deutsche Caritasverband Freiburg die Trägerschaft dieses Seminars ab 1965 dem Erzbistum Berlin übergeben hatte. Beide Bildungsinstitutionen – Seminar und Grundschule – arbeiteten mit wechselseitigem Nutzen gut zusammen. Auch die Dominikaner der benachbarten St. Paulus-Gemeinde wirkten bald an der religiösen Bildung der Schüler und der Weiterbildung der Eltern mit. In der Aufgabe der Schulleitung wurde Sr. M. Thoma Galuschka auf Verfügung ihres Ordens bereits zu Beginn des Schuljahres 1965/1966 von Sr. Ambrosiana Lux abgelöst, die ebenfalls zu den Armen Schulschwestern von Unserer Lieben Frau gehörte. Am 6. Juli 1965 wurde der Grundstein der nach Entwürfen von Architekt Hermann Jünemann konzipierten neuen Grundschule gelegt.

### Umstrukturierungen und Umbauten
Ab 1967, mit Fertigstellung der letzten Klassenräume im neuen Schulgebäude, war die räumliche Enge im sogenannten „Edith-Stein-Haus“ beendet. Nach dem später erfolgten Wechsel des Kindergärtnerinnenseminars an einen neuen Berufsbildungsort diente es der Schule ab 2003 im Rahmen einer verlässlichen Halbtagsschule zum Betrieb eines Hortes, für dessen Unterhalt ein dort ansässiger Kooperationspartner sorgte. Im Rahmen eines staatlichen Investitionsprogrammes wurde das Schulhaus 2007 durch einen Anbau erweitert. Außerdem wurde die Küche modernisiert, in der ein Mittagessen mit Nachtisch und Getränk bereitet wird. Nach einer Strukturergänzung der Schule zur offenen Ganztagsschule wurde der Hortbetrieb mit Namen Arche als Angebot der ergänzenden Freizeitbetreuung in die Schulinstitution vollständig integriert.
Im Dezember 2015 wurde eine reguläre Willkommensklasse eingerichtet, in der Flüchtlingskinder Schulunterricht erhalten.

## Fördervereine
In drei Etappen haben Eltern der St. Paulus-Schule Fördervereine gegründet:
1. Freunde der Katholischen Schule Sankt Paulus in Berlin Tiergarten e.V.
2. SoLe e.V. – Verein für soziales und kulturelles Lernen an der Schule
3. Paulus Kinder e.V.

Einerseits halfen sie von Beginn an bei der Finanzierung von Sonderanschaffungen, andererseits leisten sie in der Zeit schwacher Haushaltskassen des Landes Berlin und der verringerten finanziellen Unterstützung der freien Schulen durch den Senat von Berlin eine partielle Ergänzung der finanziellen Mittel.

## Schulleitung
- 1964–1965: Sr. M. Thoma Galuschka
- 1965–1992: Sr. M. Ambrosiana Lux
- 1992–2001: Sr. Daniela Meyer[23]
- 2001: Ingeburg Haesner (komm.)
- 2001–2020: Christian Sprenger
- seit 2020: Agnes Prüfer